# Haunt
Haunt (bra: A Face do Mal) é um filme estadunidense de 2013, do gênero terror, dirigido por Mac Carter, com roteiro de Andrew Barrer.